# Абсцес
Абсце́с (лат. abscessus) — наповнена гноєм порожнина в м'яких тканинах тіла, яка відокремлюється більш-менш розвиненою капсулою. Українські синоніми, в тому числі, застарілі — гнояк, нарив, нарва, гнійник, гноянка, фена.
Абцес виникає внаслідок обмеженого гнійного розплавлення тканин при гнійному запаленні. Найчастіше абсцес спричинюють бактерії. Виникненню абсцесу сприяє зниження захисних властивостей організму. З первинного гнійного вогнища можуть походити поодинокі або множинні метастатичні абсцеси внаслідок перенесення гнійної інфекції кров'ю (бактеріємія). Метастатичні абсцеси іноді виникають на великій відстані від первинного вогнища (наприклад, абсцес органів малого таза дає метастази в легені). Можлива також поява абсцесу внаслідок поширення збудника з первинного вогнища в сусідній орган (наприклад, гнійний отит спричинює абсцес головного мозку).

## Класифікація
За клінічним перебігом:
- гострий
- хронічний (інколи «холодний»)

## Клінічні прояви
Ознаки гострого абсцесу — підвищення загальної температури тіла, загальна кволість, зміни в крові тощо.
Коли абсцес розміщений поверхнево, він спричинює місцевий набряк, почервоніння шкіри, болючість, шкіра у місці почервоніння гарячіша за навколишні ділянки. Абсцес внутрішніх органів виявляються переважно за непрямими ознаками ураження відповідного органу. Хронічний абсцес майже не супроводжується проявами гострої гнійно-запальної інфекції. Існують ще т. зв. холодні (напливні) абсцеси, які утворюються в м'яких тканинах (наприклад при туберкульозному ураженні кісток (найчастіше хребців)) і не супроводяться реактивними явищами. Розлитий абсцес класифікується як флегмона.

## Лікування

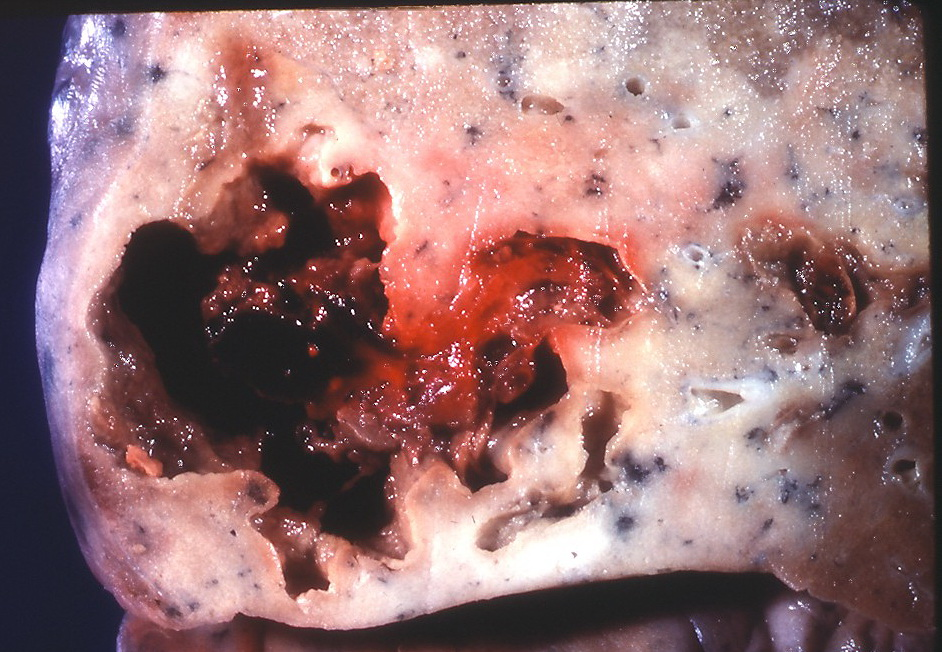
Макропрепарат гнійника легень

Лікування абсцесу оперативне (крім холодних) — проводиться розкриття та дренування. Велику допомогу при лікуванні абсцесу дає застосування антибіотиків. Особливості лікування також залежать від місця розташування вогнища запалення, віку пацієнта та наявності супутньої патології. Досягнення хірургії останнього часу забезпечують успішність втручань навіть при абсцесі мозку та легень.

## Термінологія
У «Російсько-українському медичному словнику» 1920 року професора Корчак-Чепурківського максимально повно подавалася питома народна українська лексика або, в разі відсутності потрібних українських слів, терміни творилися із морфем української мови, максимально уникаючи запозичень. Але в 1930-ті роки з'явилися спеціальні бюлетені, у яких були надруковані цілі низки українських медичних термінів, що підпадали під заборону. За твердженням Н. Литвиненко, серед інших з ужитку був вилучений і термін «гнояк», який здавна використовувався для означення абсцесу. Стилістично збагачена вже на той час українська медична національна лексика була повністю знекровлена і майже зникла з фахового спілкування (пор. терміни «прутень», «пупорізка», «штрикалка» та ін.). У СУМ-11, укладеному в 1970-х роках, термін «гнояк» в значенні «гнійник, абсцес», тим не менш був (без обмежувальних стилістичних позначок), прикладом вжитку наведена цитата від 1957 року.
Гнійничок як зменшувальна форма терміна часто використовується як узагальнююча дефініція гнійних елементів шкірних висипів і як прямий синонім пустули (лат. pustula — «пухирець з гнійним вмістом»)
Гнійник належить до традиційних народних, а згодом медичних українських термінів. Нині термін найчастіше використовується у вузькому контексті — як прямий синонім терміна абсцес. Прикладом гнійників є абсцеси, фурункули, карбункули, гідраденіти, емпієми та ін.

### Сучасне використання
З активізацією національного відродження в Україні у 1990-х роках термін «гнояк» знову почав широко використовуватися в спеціальній медичній літературі. Проте нині термін найчастіше хибно використовується у завуженому контексті — як прямий синонім терміна абсцес. Як вказує Бобришев В. В., поняття «абсцес» в українській мові має п'ять істотних відтінків (гнояк, гнійник, гноянка, нарив, нарва), які дають можливість об'єктивніше встановити зміст, обсяг, сутність і точність тлумачень наслідків процесу нагноєння.
Правильне вживання терміна «гноя́к» у медицині передбачає його використання з метою дефініції явища обмеженого нагромадження гною в тканинах організму або узагальнення (принцип Totum pro parte) назви захворювань, які супроводжуються утворенням обмеженого нагромадження гною (наприклад — абсцесу, фурункула, карбункула, гідраденіту, емпієми тощо).
У широкому (не медичному) контексті термін часто використовується як алегорія для означення суспільно-негативних явищ (напр. — корупції, бюрократії та ін.)